# خاندان شینانوموراکامی

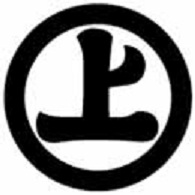
مون خاندان

خاندان شینانوموراکامی (به ژاپنی: 信濃村上氏 しなのむらかみし)، به خط مستقیم خاندان موراکامی، شاخه‌ای از خاندان کاواچی-گنجی اشاره دارد که توسط موراکامی یوشیکیو در دوره سنگوکو نمایندگی می‌شد.